# الدواخلية
الدواخلية إحدى قرى مركز المحلة الكبرى التابع لمحافظة الغربية بجمهورية مصر العربية. أهل القرية لهم باع طويل ومتميز في صناعة السجاد اليدوي.

## التاريخ
قرية الدواخلية من القرى القديمة، حيث وردت باسم «محلة الداخل» في أعمال الغربية ضمن قرى الروك الصلاحي التي أحصاها ابن مماتي في كتاب قوانين الدواوين، كما وردت باسم «محلة الداخل» في أعمال الغربية ضمن قرى الروك الناصري التي أحصاها ابن الجيعان في كتاب «التحفة السنية بأسماء البلاد المصرية».
وردت باسم «محلة الداخل» في التربيع العثماني الذي أجراه الوالي العثماني سليمان باشا الخادم في عصر السلطان العثماني سليمان القانوني ضمن قرى ولاية الغربية، وفي تاريخ 1228هـ/1813م الذي عدّ قرى مصر بعد المسح الذي قام به محمد علي باشا باسم «الدواخلية».

## التعليم
تصل نسبة الأمية في القرية إلى 39.94% بين من تجاوزوا العاشرة من عمرهم، بينما تصل نسبة من حصلوا على تعليم جامعي إلى 2.76% من جملة السكان.

## السكان
بلغ عدد سكان الدواخلية 13,138 نسمة حسب تقدير عام 2018.
| السنة  | 1882 | 1897 | 1907 | 1927 | 1947 | 1960 | 1976 | 1986 | 1996 | 2006  | 2018   |
| ------ | ---- | ---- | ---- | ---- | ---- | ---- | ---- | ---- | ---- | ----- | ------ |
| القرية | 1156 | 1792 | 1796 | 1520 | 2226 | 2935 | 4771 | 6340 | 8136 | 9,512 | 13,138 |

## الأعلام
- أحمد مرعي (1942 - 1995) ممثل.[17]
- أبو العز الحريري النائب البرلماني.[18]